# Park City, Illinois
Park City är en stad (city) i Lake County, i delstaten Illinois, USA. Enligt United States Census Bureau har staden en folkmängd på 7 601 invånare (2011) och en landarea på 3,1 km².